# Regrča vas

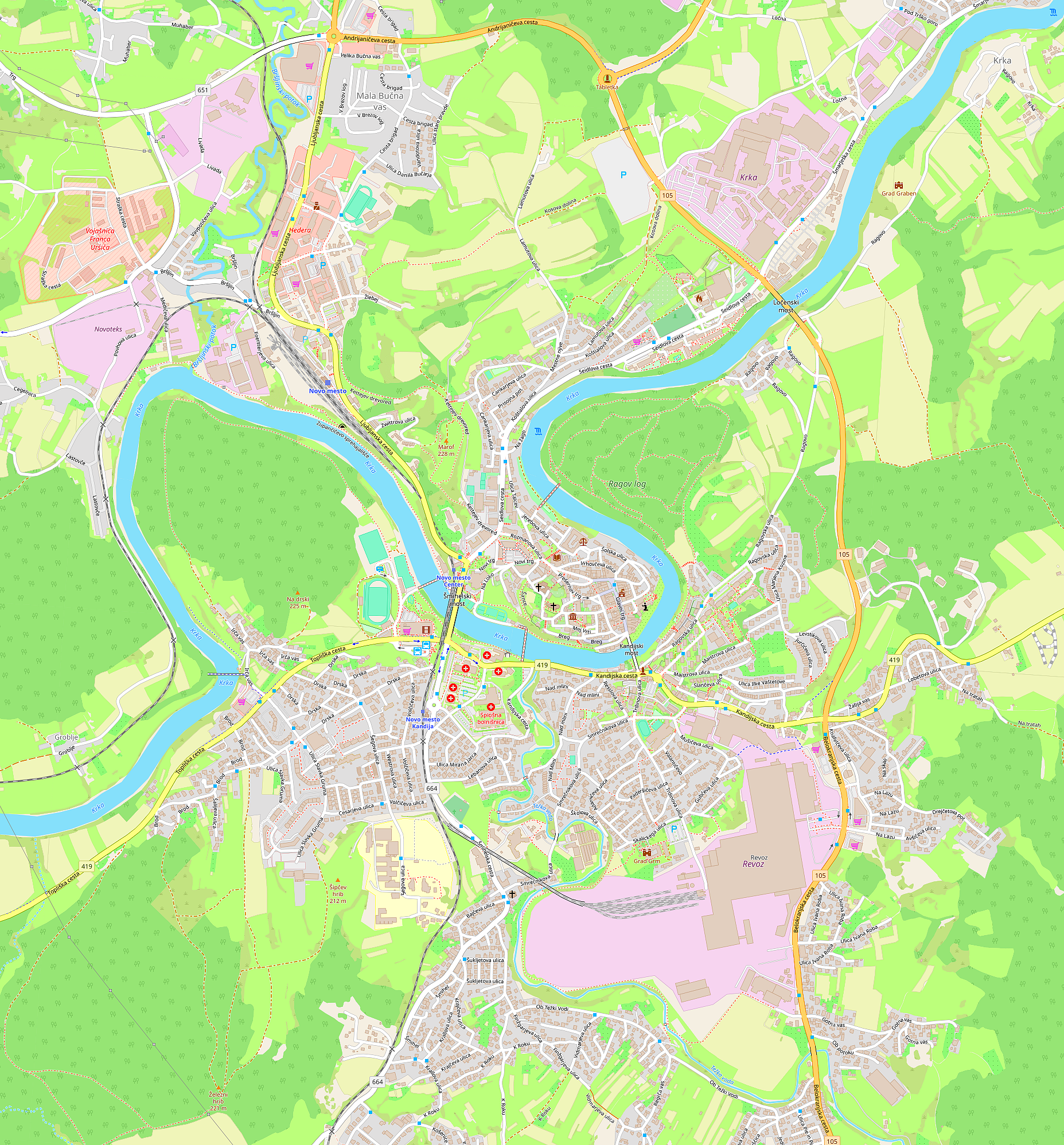
Stadt Novo mesto

Regrča vas ist der Name einer der 23 Ortsgemeinschaften (Krajevna skupnost) in der slowenischen Stadtgemeinde Novo mesto im Südosten des Landes.
Zur Ortsgemeinschaft gehören in der Stadt Novo mesto die Straßen Finžgarjeva ulica, K Roku (außer Haus-Nr. 10 und 12), Ob Težki vodi (Haus-Nr. 18 bis 92), Regrča vas, Vidmarjeva ulica und Knezova ulica.

## Lage
Die Ortsgemeinschaft liegt am linken Ufer des Bachs Težka voda südlich des Revoz-Werks.